# Manolo Ruiz-Pipo
Pour les articles homonymes, voir Ruiz.
 (février 2025).
Si vous disposez d'ouvrages ou d'articles de référence ou si vous connaissez des sites web de qualité traitant du thème abordé ici, merci de compléter l'article en donnant les références utiles à sa vérifiabilité et en les liant à la section « Notes et références ».
Manolo Ruiz-Pipo né juillet 1929 à Grenade et mort en septembre 1998 à Saint-Romain-le-Noble est un peintre et lithographe espagnol.

## Biographie
Manolo Ruiz-Pipo naît en juillet 1929 à Grenade. Son père disparaît enlevé pendant la guerre d'Espagne en 1936.
Il suit une formation artistique à Barcelone de 1942 à 1954, puis obtient une bourse pour entrer aux Beaux-Arts de Paris. Il étudie les œuvres de Georges de La Tour au musée du Louvre et rencontre Pablo Picasso qui le présente à la galerie Jeanne Castel, laquelle l'exposera en 1955.
Il effectue plusieurs séjours en Angleterre entre 1958 et 1962. Installé à Paris et à Bonaguil en 1963, il épouse Sophie avec laquelle il a un premier fils, Rodrigo, en 1965.
Sa première exposition italienne a lieu en 1966.
De 1968 à 1970, Ruiz-Pipo partage sa vie entre la France, l’Italie et les Pays-Bas où il étudie Rembrandt et Vermeer. Son deuxième fils Orlando naît à Bologne en 1971. Il effectue plusieurs séjours en Australie de 1971 à 1973. Son troisième fils Flavio voit le jour en 1973 à Eindhoven.
Il retourne à Paris en 1975, habite à Chartres de 1979 à 1983 et dans le Lot-et-Garonne en 1985. Son quatrième fils Olivier naît en 1990.
Ruiz-Pipo signe un contrat qui le lie de 1990 à 1995 avec la galerie Bailly à Paris, où il expose en 1990, 1991 et 1993.
Manolo Ruiz-Pipo peint des scènes de genre, des natures mortes, des nus, des tauromachies, des maternités, des portraits et réalise des lithographies, notamment des scènes mythologiques érotiques pour le recueil Eros Minos édité par la galerie Bailly en 1991.
Il meurt en septembre 1998 dans sa maison de Saint-Romain-le-Noble.